# ブレイブオンライン
『ブレイブオンライン』、2011年8月よりiモードで配信されていた3DのオンラインゲームでMMORPGに分類される。開発、運営元はeitarosoft。

## 特徴
フル3DのオンラインRPGであるが、最初に4人まで入る事ができる部屋を作り、その中でソロもしくは同期PTを組んで依頼をこなして冒険していくミッションクリア型のMMORPG。フィールドなどの概念が無くシンプルなシステムになっているがその分快適な通信状況を維持でき、非常にスムーズなアクションRPG型のMMORPGを実現している。また、毎日19:55-22:00までの間攻城戦があり、これに勝利したギルドは特定の部屋にて通常よりも多く経験値が次の日に得られるようになるなどのシステムがある。町は現時点ではレムリアひとつしかなく売り出されている武具も少ないが、敵から得る材料などで精錬する事も可能であり強化する事で外見も変わってくる。ガチャによるアバターの飾りつけも可能であり、有料のガチャで手に入れるものの中には敵側のモンスターなどに変身できるものなどもあり非常にバリエーションが豊富になっている。最初に種族や性別、色などを設定したあとは変更する事は不可能になっており、職業は種族によって決められている。
続編としてスマートフォン用ソフト『ブレイブオンライン～残された光～』が出ていた。2013年11月のAndroid版とiOS版のワールドの統合を経て5年あまりサービスが続いたが、2018年12月をもってサービスを終了した。

## 世界観
多種族が同居する剣と魔法のファンタジー世界であり、NPCもまた様々な種族が存在する。頭身が低く愛嬌のあるデザインがあり、主要NPCには立ち絵が用意されている。

## NPC
様々な種族と様々な職種のキャラがおり、プレイヤーに頻繁に関わってくるキャラクターが多く存在する。
ターニア
クエストの案内をする女性。クエストによっては毒舌な一面も。
サリ
砂漠のクエストで頻繁にあうことになる行商人の少女。
キノスラ
風来坊のように傘をかぶった冒険者。お化けやゾンビが苦手で目の当りにすると気絶してしまうほど臆病。